# 蘇聯民航2174號班機空難
蘇聯民航2174號班機空難 發生於1971年12月1日的星期三，一架蘇聯民航營運的國内航班安托諾夫An-24在接近薩拉托夫中央機場的途中墜毀，導致機上57人全部罹難。事故調查顯示航班受大氣結冰影響導致失控。

## 事故經過
蘇聯民航2174號班機是從葉卡捷琳堡往薩拉托夫，中途停留烏法的定期航班。飛機於當地時間19點59分從烏法國際機場起飛，直到降落在薩拉托夫中央機場時發現飛機結冰情況前航班的飛行都很平安。隨著結冰的纍積，機組人員加大油門，期望解決結冰增加所帶來的影響，但飛機已經失控並因高下降率降落的原因墜毀在跑道的西北方向13公里處，而起落架和收起的襟翼則散落到跑道中心綫的右方約1130米的位置。飛機墜毀後燃起大火，也沒有尋找到任何生還者。

## 客機
事故客機為安托諾夫An-24B，序列號為57301801，在蘇聯民航獲得的註冊編號是CCCP-46788。客機於1965年4月4日出廠，在事故發生前總飛行時間纍積為10913小時，共起飛了8544次。

## 事故調查
調查人員發現，在客機墜毀前已經結成了15毫米的冰，這些冰產生了阻力並削弱了機翼產生引力的功能。調查過程中發現除冰系統開關處為關閉狀態，具體關閉的原因不明。